# 1133
| [ Edytuj tabelę ]          |                                                         |
| Książę Polski              | - 1102 Bolesław Krzywousty 1138                         |
| Król Angkoru               | - 1113 Surjawarman II 1150                              |
| Król Anglii                | - 1100 Henryk I 1135                                    |
| Król Aragonii i Nawarry    | - 1104 Alfons I Waleczny 1134                           |
| Hrabia Barcelony           | - 1131 Rajmund Berengar IV Święty 1162                  |
| Książę Bawarii             | - 1126 Henryk X Pyszny 1139                             |
| Książę Burgundii           | - 1102 Hugo II 1143                                     |
| Cesarz Bizancjum           | - 1118 Jan II Komnen 1143                               |
| Cesarz Chin                | - 1127 Song Gaozong 1162                                |
| Książę Czech               | - 1125 Sobiesław I 1140                                 |
| Król Danii                 | - 1104 Niels Stary 1134                                 |
| Władca Egiptu              | - 1130 Al-Hafiz 1149                                    |
| Król Francji               | - 1108 Ludwik VI Gruby 1137                             |
| Król Gruzji                | - 1125 Dymitr I 1156                                    |
| Hrabia Holandii            | - 1121 Dirk VI 1157                                     |
| Cesarz Japonii             | - 1123 Sutoku 1141                                      |
| Kalif                      | - 1118 Al-Mustarszid 1135                               |
| Król Kastylii              | - 1126 Alfons VII 1157                                  |
| Wielki książę Kijowa       | - 1132 Jaropełk II 1139                                 |
| Patriarcha Konstantynopola | - 1111 Jan IX Agapet 1134                               |
| Władca Korei               | - 1122 Injong 1146                                      |
| Państwo Almorawidów        | - 1106 Ali ibn Jusuf 1143                               |
| Król Norwegii              | - 1130 Harald IV Gille 1136 - 1130 Magnus IV Ślepy 1135 |
| Książę Obodrzyców          | - 1131 Niklot 1160                                      |
| Hrabia Palatynatu          | - 1129 Wilhelm z Ballenstadt 1139                       |
| Papież                     | - 1130 Innocenty II 1143                                |
| Hrabia Portugalii          | - 1112 Alfons I Zdobywca 1139                           |
| Sułtan Rumu                | - 1116 Masud I 1156                                     |
| Książę Rusi halickiej      | - 1124 Iwan I 1141                                      |
| Cesarz Rzymski (niemiecki) | - 1133 Lotar III 1137                                   |
| Książę Saksonii            | - 1127 Henryk II Pyszny 1138                            |
| Sułtan Wielkich Seldżuków  | - 1118 Ahmad Sandżar 1157                               |
| Król Szkocji               | - 1124 Dawid I Szkocki 1153                             |
| Król Szwecji               | - 1130 Swerker I Starszy 1156                           |
| Doża Wenecji               | - 1130 Pietro Polani 1148                               |
| Król Węgier                | - 1131 Bela II Ślepy 1141                               |

Rok 1133 / MCXXXIII
stulecia: XI wiek ~
XII wiek ~
XIII wiek

lata: 1123 «
1128 «
1129 «
1130 «
1131 «
1132 «
1133
» 1134
» 1135
» 1136
» 1137
» 1138
» 1143

## Wydarzenia w Polsce
- 4 czerwca – papież Innocenty II wydał bullę Sacrosanta Romana, która potwierdzała prawa zwierzchnie arcybiskupstwa magdeburskiego nad kościołem polskim i planowanymi diecezjami pomorskimi[1].

- Wojska czeskie spaliły Koźle i 300 wsi.

## Wydarzenia na świecie
- 4 czerwca – król Niemiec Lotar III został koronowany w Rzymie na cesarza przez papieża Innocentego II.

## Urodzili się
- 5 marca – Henryk II Plantagenet, król Anglii (zm. 1189)
- Torlak, islandzki duchowny katolicki, biskup Skálholtu, uznawany przez Kościół katolicki za świętego (zm. 1193)

## Zmarli
- 4 kwietnia – Irena Dukaina, bizantyjska cesarzowa, żona Aleksego I Komnena (ur. 1066)
- 4 grudnia – Bernard z Parmy, włoski benedyktyn, kardynał i biskup Parmy (ur. ok. 1060)